# Cneorella
Cneorella es un género de escarabajos de la familia Chrysomelidae.
El género fue descrito inicialmente en 1981 por Medvedev y Dang Tkhi Dap. Se distribuye en Asia. Contiene las siguientes especies:
- Cneorella bicoloripennis Lopatin, 2003
- Cneorella chapaensis Medvedev & Dang, 1981
- Cneorella cyanea Medvedev & Dang, 1981
- Cneorella flavipes Medvedev, 2000
- Cneorella kantneri Bezdek, 2005
- Cneorella kimotoi Bezdek, 2005
- Cneorella laosensis Kimoto, 1989
- Cneorella medvedevi Bezdek, 2005
- Cneorella phuphanensis Bezdek, 2005
- Cneorella vietnamica Medvedev & Dang, 1981
- Cneorella zdenka Bezdek, 2005